# Juan Aretio
Juan Aretio (Ferrol, 10 luglio 1922 – Santiago di Compostela, 23 settembre 1973) è stato un calciatore e allenatore di calcio spagnolo, di ruolo centrocampista.

## Caratteristiche tecniche
In attività giocava nel ruolo di centrocampista.

## Palmarès

### Club

#### Competizioni internazionali
- Coppa Latina: 1

Barcellona: 1949